# George Parker
George Richard Parker (Leichhardt, 19 novembre 1897 – Sydney, 18 giugno 1974) è stato un marciatore australiano.
Nel 1920 prese parte ai Giochi olimpici di Anversa, dove conquistò la medaglia d'argento nella marcia 3000 metri, mentre non portò a termine la gara di marcia 10 km.

## Palmarès
| Anno | Manifestazione  | Sede    | Evento            | Risultato | Prestazione | Note |
| ---- | --------------- | ------- | ----------------- | --------- | ----------- | ---- |
| 1920 | Giochi olimpici | Anversa | Marcia 3000 metri | Argento   | 13'19"6 s   |      |
| 1920 | Giochi olimpici | Anversa | Marcia 10 km      | dnf       | dnf         |      |